# De Standaard
De Standaard är en belgisk dagstidning på nederländska, grundad den 4 december 1918. Från starten var den ett organ för Flanderns katoliker och stödde det kristdemokratiska partiet, men 1999 togs slagordet "Allt för Flandern, Flandern för Kristus" (AVV-VVK, skrivet som ett kors) bort från titeln och tidningen står numera öppen för olika åsiktsriktningar. Den övergick 2004 till tabloidformat.
Tidningen var tidigare förbundet med det kristdemokratiska partiet, Christen-Democratisch en Vlaams, men idag politiskt center-höger. Tidningen fann sin motsats hos socialistiska tidningen De Morgen (grundad 1978).